# Desmodiinae
Desmodiinae es una subtribu de plantas con flores perteneciente a la subfamilia Faboideae dentro de la familia Fabaceae. El género tipo es: Desmodium Desv.

## Géneros
Alysicarpus - Aphyllodium - Arthroclianthus - Christia - Codariocalyx - Dendrolobium - Desmodiastrum - Desmodium - Droogmansia - Eleiotis - Leptodesmia - Mecopus - Melliniella - Nephrodesmus - Phyllodium - Pseudarthria - Pycnospora - Tadehagi - Trifidacanthus - Uraria - Urariopsis